# Michael Sallmann
Michael Sallmann (* 7. April 1953 in Chemnitz; genannt Salli Sallmann) ist ein deutscher Lyriker und Liedermacher. Bis zu seiner Abschiebung war er in der kritischen DDR-Künstlerszene aktiv. Heute arbeitet er als Rundfunkredakteur und Moderator.

## Leben

### Jugend
1953 in Chemnitz geboren, besuchte Sallmann zunächst die Grundschule in Gornsdorf. 1969 schloss er die schulische Laufbahn in Thalheim ab. Es folgte eine zweieinhalbjährige Lehre als Baumaschinist. 1971 begann Sallmann ein Studium an der Fachschule für Ingenieurökonomie in Leipzig. In dieser Zeit begannen seine Aktivitäten als Schriftsteller. Seine 1974 geschlossene Ehe wurde 1976 geschieden. Aus ihr stammt Sallmanns 1975 geborene Tochter.

### Auftrittsverbot, Exmatrikulation und Abschiebung
Wegen „wiederholtem Vortrags feindlich-zersetzender Textinhalte“ entzog ihm die Kulturdirektion Leipzig die Amateur-Auftrittserlaubnis als Lyriker und Sänger. Seine Band trennte sich von ihm. Im Sommer 1974, wenige Wochen vor seiner Examensarbeit, folgte die Exmatrikulation wegen seiner Kontakte zu Wolf Biermann und „konterrevolutionärer Aktivitäten“.
Zur Bewährung in der Produktion arbeitete Sallmann in Leipzig als Kraftfahrer. Daneben setzte er anonym und ohne Genehmigung seine Auftritte im Raum Sachsen fort. 1976 wurde Sallmann zum Grundwehrdienst in der Nationalen Volksarmee eingezogen. Während diesem wurde er im Frühjahr 1977 wegen „staatsfeindlicher Hetze“ durch das Ministerium für Staatssicherheit verhaftet. Grund hierfür war das Verfassen und Vortragen von DDR-kritischen Texten und Liedern vor Soldaten und Offizieren.
Ohne Verurteilung und gegen seinen Willen wurde er aufgrund „besonderer Bemühungen der Regierung der DDR und der Bundesregierung“ aus der Untersuchungshaftanstalt Berlin-Hohenschönhausen nach West-Berlin abgeschoben, wo er bis heute lebt.

### Leben im Westen
In West-Berlin setzte er seine publizistischen und musikalischen Aktivitäten fort. Es folgten eigene Buch- und Albenveröffentlichungen. Nebenher arbeitete Sallmann als Gärtner, Krankenpfleger, Essenskurier und Nachtwächter.
1980 wurde sein erster Sohn geboren. Ebenfalls ab 1980 holte Sallmann zunächst sein Abitur nach und begann 1984 ein Germanistik-Studium an der Freien Universität. 1987 heiratete er erneut. 1989 wurde sein zweiter Sohn geboren. Im selben Jahr schloss er sein Studium mit der Note 1 ab.
Seit 1988 arbeitete Sallmann als freier Journalist für die taz und die Frankfurter Rundschau. Ab 1990 war er zudem auch als Hörfunkjournalist für den Deutschlandfunk und RIAS tätig. Seit 1992 ist er Redakteur für Literatur beim ORB, seit 1997 Literaturredakteur beim SFB/ORB-Gemeinschaftsprogramm Radio Kultur bzw. beim RBB-Kulturradio.

## Werke

### Schriften
- Die Wahl/Schlechter Rat/Beginn des Praktikums/Exmatrikulation/Antwort auf eine Disziplinarmaßnahme/Ein illegaler Auftritt/Ein ehemaliger Partisan, Biographische Beiträge in: DDR konkret – Geschichten und Berichte aus einem real existierenden Land, Berlin (West) 1978, S. 67–87.
- Kalte Zeit. Lieder und Gedichte mit Notenschriften des Autors. Olle & Wolter, Berlin 1979.
- Nichts Besonderes, Gedichte und Erzählungen. Dirk Nishen, Berlin 1982.
- Kippen unterm Strauch, Gedichte. Mit Farbstiftzeichnungen des Autors. Dirk Nishen, Berlin 1986.
- „Als ich wie ein Vogel war – Gerulf Pannach. Die Texte“. Berlin 1999 (als Herausgeber).
- Über die Tücken des Alkoholismus in Verbindung mit Kohleheizung. Gedichte, Dresden 2006 und Berlin 2014.
- Badetag. Berichte aus dem DDR-Alltag, Frankfurt 2009.
- Der Buckelspringer. Erzählungen, Berlin 2014

### Diskografie
- Queitsch. LP, Lieder von Michael Sallmann. Trikont, Unsere Stimme, 1979
- Kalte Zeit, LP, Lieder von M. Sallmann, Walter Mossmann, Schmetterlinge u. a.,1979
- DingDong, CD, 4 Songs, United One Records, 1996
- Seltsam Scharf, CD,  11 Songs, United One Records, 1997
- Sucher nach dem Sturm, CD, 4 Songs, DuDu Records, 2003
- Zuviel Verwirrung hier, CD, 14 Songs, DuDu Records, 2009
- Kreuzberger Eislieder. Songs aus den Achtzigern, CD, 12 Songs, DuDu Records 2011
- Sallmann-Mühsam:Mühsam-Sallmann. Salli Sallmann singt Texte von Erich Mühsam, CD, 16 Songs, DuDu Records 2014, Vertrieb: Buschfunk